# George Zucco
George Zucco, född 11 januari 1886 i Manchester, England, död 27 maj 1960 i Hollywood, Los Angeles, Kalifornien, USA, var en brittisk skådespelare. Från mitten av 1930-talet var han filmskådespelare i Hollywood där han påfallande ofta gjorde skurkroller. Han medverkade också i ett stort antal skräckfilmer.

## Filmografi i urval
- 1936 – Efter den gäckande skuggan
- 1936 – Mannen som kunde göra underverk
- 1937 – Saratoga
- 1939 – Charlie Chan i Honolulu
- 1939 – Ringaren i Notre Dame
- 1939 – Sherlock Holmes – professor Moriartys sista strid
- 1939 – Mannen som kom tillbaka
- 1940 – Nymånen
- 1941 – En kvinnas ansikte
- 1941 – En förbryllande natt
- 1942 – Den svarta svanen
- 1942 – Min favoritblondin
- 1943 – Leve äktenskapet
- 1944 – Det sjunde korset
- 1945 – Människor på hotell
- 1945 – Som hemlig agent
- 1945 – Ingen hejd på galenskaperna
- 1947 – Kungen från New York
- 1947 – Farlig gäst
- 1948 – Jeanne d'Arc
- 1948 – Piraten
- 1949 – Madame Bovary
- 1949 – Den stängda trädgården
- 1949 – Vi dansar igen!